# Virtuální svět
Virtuální svět je druh online komunity, která má často formu počítačově simulovaného prostředí, pomocí kterého mohou uživatelé vzájemně interagovat, vytvářet a užívat objekty. Tento termín se dnes stává synonymem interaktivních 3D virtuálních prostředí, kde uživatelé nabírají formu avatarů viditelnou pro ostatní uživatele. Tyto avatary jsou obyčejně znázorněny jako textový, dvou dimenzionálním, tří dimenzionální grafické reprezentace nebo mohou mít i jiné formy. (například zvukové nebo dotykové). Některé virtuální světy povolují mnohonásobné uživatele.
Počítačová simulace světa představuje vjemové stimuly pro uživatele, kteří mohou manipulovat s elementy modelovaného světa a vytvářet tak pocit reálnosti. Takto modelované světy se mohou podobat reálnému světu nebo místo toho zobrazovat fantazijní světy. Modelovaný svět může simulovat pravidla z reálného světa nebo z hybridního fantazijního světa. Příkladem pravidel jsou gravitace, topografie, lokomoce, akce v reálném čase a komunikace. Komunikace mezi uživateli může mít podobu textu, grafické ikony, virtuálních posunků, zvuků nebo výjimečně formu používající dotyk, hlasové ovládaní nebo rovnovážní smysly.
Masivní online hry pro více hráčů obecně zobrazují svět velice podobný reálnému světu, s reálnými akcemi a komunikací. Hráči mají možnost pohybovat se mezi budovami, městy a dokonce světy, což jim umožňuje obchodovat nebo jen trávit volný čas.
Virtuální světy nejsou limitovány jen na hry, ale v závislosti na stupni bezprostřednosti, mohou zprostředkovávat počítačové konference nebo textový chat. Pro vyjadřování pocitů jsou někdy dostupné emotikony neboli „smajlíci“. Emotikony mají často klávesové zkratky. Edward Castronova je ekonom, který argumentoval, že pro tento kyberprostor je lepší pojem „syntetický svět“, ale tento pojem nebyl moc přijat.

## Historie
Koncept virtuálních světu je starší než samotné počítače a v určitém smyslu může být datován až k PlinyPliny.. Mechanický stroj Sensorama z roku 1962 používal kamery, senzory zvuku, rovnováhy, čichu a doteku (přes vítr) pro simulaci svého světa. Mezi nejstarší počítačové implementace virtuálního světa patří virtuální simulátor reality Ivana Sutherlanda (1968). Tato forma virtuální reality je charakterizována rozměrnými sluchátky s mikrofonem a jinými typy senzorů. Současné virtuální světy a online virtuální prostředí se vyvíjí vesměs nezávisle na technologických možnostech hardwaru. Vývoj je spíše poháněn hráčským průmyslem a inspirací hráčů.[8] . Zatímco klasické virtuální reality imitující smysly fungují na emulaci biologického vjemového systému, virtuální světy se typicky spoléhají na mentálně a emocionálně poutavý obsah, který umožní uživateli silný zážitek.
Maze War byla první síťová, 3D hra pro více hráčů. Maze jako první přinesl koncept online hráčů reprezentovaných ve formě „avatarů“, pronásledující jeden druhého v bludišti. (http://www.digibarn.com/history/04-VCF7-MazeWar/index.html, 29th Feb). Podle internetových stránek vznikla hra v roce 1974. Hráči využívali sítě Arpanet (předchůdce internetu). Maze fungoval jen na počítačích Imlac-u, jelikož byl speciálně vyvinut pro tento typ počítače.
V roce 1978 byl vydán MUD, což byla textová hra a využívající program TELNET. Pochopitelně lze argumentovat zda je tato hra „virtuálním světem“ nebo nikoliv. Maze War byl sice velice sofistikovaný (byl 3D), ale je potřeba pochopit že MUD mohl hrát kdokoliv, kdežto Maze War byl určen jen pro určitý počítač. Možná v dnešním smyslu to není pravý virtuální svět, ale myšlenka virtuálního světa byla v té době odlišná.
Mezi rané prototypy patří WorldsAway, Dreamscape (prototyp interaktivních komunit, které již měly znaky virtuálního světa podle CompuServe), Cityspace (síťový a 3D počítačově-grafický vzdělávací projekt pro děti) a The Palace (2 dimenzionální komunitní virtuální svět). Každopádně za prvního online virtuální svět je obyčejně považován Habitat, vyvinutém v roce 1987 firmou LucaseFilm Games pro počítač Commodore 64 a využívající síť Quantum Link (předchůdce AOL).
V roce 1996 přišla finská společnost Helsinky Telephone Company s prvním pokusem online virtualizovaného města. Projekt virtuálních Helsinek byl posléze přejmenován na Helsinki Arena 2000. Moderní a historické části města byly rendrovány v 3D.
První virtuální světy, které vznikaly na Internetu, byly komunitní chaty. Některé z nich se vyvinuly do MUD nebo MUSH. Jsou to příklady virtuálních světů, které se skládají z osídleného virtuálního prostoru reprezentovaného hlavně uživateli. Rané virtuální světy měly textové rozhraní, nabízely jenom limitovanou grafikou prezentaci a často běžely jenom z příkazového řádku.

## Koncepty virtuálního světa
Jeden z konceptů virtuálních světu požaduje, aby byl online svět persistentní, aktivní a dostupný 24 hodin denně sedm dnů v týdnu, proto aby byl kvalifikován jako skutečný virtuální svět. Toto je dosáhnout jenom s malými virtuálními světy. Žádné masivní online hry zatím neběží nepřetržitě delší dobu. Všechny masivní online hry mají vymezen čas pro správu systému, který není zahrnut v plynutí času v daném virtuálním světe. I když interakce s jinými účastníky probíhá v reálném čase, časová konzistence ve virtuálních světech není vždy garantována. Kupříkladu čas v EverQuest-u plyne rychleji než skutečný čas navzdory tomu, že užívají stejný kalendář a časovou jednotku na reprezentaci času.
I když pojem virtuální svět je dosti neurčitý a vágní, může být obecně rozdělen napříč spektrem v rozsahu od:
- počítačová hra na hrdiny o více hráčích neboli MMORPGs hráči hrají roli konkrétní postavy (například World Of Warcraft).
- masívní multiplayer online skutečné/lupičské hry neboli MMORLGs, hráči mohou editovat a modifikovat své avatary podle své vůle, což jim dovoluje hrát více dynamické role, nebo role kombinovat

Lze argumentovat, že MMO verze RTS a FPS her jsou taky virtuálními světy, v případě, že by byla možnost upravovat svět přístupná všem hráčům. Objevují se i koncepty, kde by okolní virtuální svět vycházel z reálných satelitních fotek, jako například přes Google Maps API nebo přes jednoduchý virtuální geocaching na WikiMapii nebo podobných mashup službách, by byli povoleny.

### Hranice
Virtuální světy jsou známé jako fantazijní místa oddělené od reálného světa, ale hlubší analýza odhaluje, že hranice mezi reálným a virtuálním světem jsou propustné. Účastníci konstantně přicházejí a odcházejí ze světa spolu se svými zvláštnostmi v chování a zvyklostmi, které nelze oddělit od jejich interakce ve virtuálním světě. Například, ve virtuálních světech, které spojují hráče z různých kultur, si účastníci do virtuálního světa přinášejí své vlastní kulturní předsudky o jiných kulturách napříč hranicemi obou světů. Pojem magický kruh se používá na popis imaginárních hranic mezi virtuálním a skutečným světem. Fantazijní prostředí virtuálních světů je před pronikáním reálného života chráněno magickým kruhem, ale úkony jako prodej virtuálních položek a virtuálních měn za skutečné měny překonávají tyto hranice. Fakt, že objekty ve virtuálním světe mají skutečnou reálnou hodnotu se stává skutečností. V roce 2001 studie Edwarda Castronova, hodnotila měnu v MMORPG hře Everquest s výměnným kurzem 0.0107 k americkému dolaru. Co znamená pro tuto virtuální měnu vyšší hodnotu než byla v té době hodnota jenu nebo liry.

### Ekonomie
Virtuální ekonomie je emergentní vlastnost vznikající z interakce mezi účastníky ve virtuálním světě. I když mají autoři virtuálního světa kontrolu nad ekonomií pomocí pevně daných mechanizmů obchodu, tak jsou to právě interakce mezi hráči, které tvoří ekonomické podmínky virtuálního světa. Ekonomika vzniká jako důsledek rozhodnutí, které hráči dělají pod tlakem nedostatku skutečných nebo virtuálních zdrojů jako jsou čas nebo peníze. Uživatelé mají ve virtuálním světě limitovaný čas, stejně jako v tom reálném, který musí rozdělit mezi povinnost jako shromažďování zdrojů, zdokonalování obchodních dovedností nebo prostě hraním pro zábavu. Rozhodnutí hráčů určují relativní hodnoty objektů v dané ekonomii. Ekonomie ve virtuálních světech je typicky řízená potřebami hráčů konkrétní hry – například vybavení, jídlo nebo obchodovatelné zboží. Virtuální ekonomie podobné té v Second Life jsou přece jenom více produkovaná hráči s velice malou vazbou k potřebám ve hře.
Hodnota objektů ve virtuální ekonomii je obyčejně spojena s využitelností nebo obtížností získání těchto objektů. Investiční zdroje reálného světa (čas, členské poplatky apod.) přispívají k reálné hodnotě získaného jmění ve virtuální ekonomii. Tato reálná hodnota je pochopitelně vytvářená při obchodování virtuálních položek na online obchodních stránkách jako eBay. Nedávné legální spory také potvrdili hodnotu virtuálních majetků.
Někteří průmysloví analytici navíc pozorují, že na pozadí virtuálních světů roste sekundární průmysl tvořen sociálními sítěmi, webovými stránkami a jinými projekty plně věnovanými virtuálním světovým komunitám a hráčům. Specializované stránky GamerDNA, Koinup a jiné, které slouží, jako sociální sítě pro uživatelé virtuálních světů se snaží řešit problémy jakým je třeba přenositelnost avatarů mezi různými virtuálními světy.
Navíc, ekonomičtí aktivisté se zajímají o virtuální světy, IM, vyhledávací stroje a blogy, protože zde existuje mnoho příležitostí k zobrazování přesně cílené reklamy na lidi, kteří jí zhlédnou. Existují projekty, které se snaží o zasazení reklam do videoher a 3D prostředí.

### Výzkum
Počet lidí používajících virtuální svět roste rychlostí 15% měsíčně a nezdá se, že by se tento nárůst brzy zastavil nebo zpomalil. To samé platí o výzkumech provedených ve virtuálních světech. Je to možná cesta pro komerční i vládní sektor k využívání zdrojů a shromažďování informací pro své účely. Ve virtuálních světech byly učiněné výzkumy pro účely informačních systémů k simulaci open source služeb a nástrojů bez potřeby sponsorů z komerční oblasti. Nabízí náhled do vytváření virtuálních světů, jejich schopnosti šířit se po internetu mezi různými lidmi z různých zemí. Zkoumá jak lidi nacházejí informace a jak tyto informace používají různí lidé. Vlády také začínají diskutovat o podmínkách vládnutí a pravomocí ve virtuálních světech. Virtuální svět není ani veřejný ani soukromý. Jsou to interakce lidí, které tento svět vytváří. Diskutuje se o tom, jestli je možné a vhodné zatěžovat virtuální světy zákony a daněmi. State od Play je každoroční konference sponzorovaná institutem právní školy. Od roku 2003 konference zkoumá průnik virtuálních světů, her a práva.
Virtuální světy nabízí novou platformu pro psychologický výzkum. Bloomfield (2007) navrhl, že virtuální světy by mohly být také použitelné pro zkoumání lidského chování a tradičních internetových konstrukcí. Například, Doodson (2009) tvrdí, že osobnost člověka se výrazně liší mezi virtuálním a offline světem. To implikuje množství personální teorií o sebekontrole, sebezlepšování a podobných. Ve virtuálním světě byla studována také paniky a agorafobie.

### Virtuální světy a skutečný život
Některé virtuální světy mají offline (reálné) komponenty. Handipoints je příkladem dětského virtuálního světa, který vede statistiky úklidů a pomáhá dětem zapojit se do procesů v jejich vlastních skutečných domácnostech. Vyplňují grafy a užívají web k sledování svého pokroku a denních úkolů.

## Hardware
Na rozdíl od většiny video her, které obvykle nabízejí možnost ovládání pomocí specializovaných zařízení, nabízí virtuální světy obyčejně jenom ovládání pomocí běžných 2D polohovacích zařízení. Malá podpora 3D zařízení ve virtuálních světech je pravděpodobně způsobena jak nedostatkem vhodných 3D zařízení, tak vysokou cenou takovýchto zařízení ve srovnání s 2D zařízeními.
Stejně jako hráči videoher, mohou mít uživatelé klientů virtuálního světa problémy s nevhodnými grafickými kartami. Pro plynulý pohyb a animace ve virtuálních světech jsou často zapotřebí vyspělejší GPU.

## Aplikační domény

### Sociální
Přestože virtuální světy jsou často vnímané jako 3D hry, existují zde různé možnosti (fóra, blogy, wiki weby, chaty) pro zrod komunit. Místa která mají svůj vlastní svět, vlastní pravidla, témata, vtipy apod. Každý, kdo patří k těmto typům komunit může najít stejně smýšlející lidi k diskusi, výměně zkušeností nebo k zkoušení nových věcí. Není to vše jenom o videohrách a komunitách, virtuální svět taky hraje roli v společnosti, tím, že dovoluje lidem mluvit nebo sdílet vědomosti. Nejlepším příkladem jsou chaty nebo video konference, kde si lidé mohou tvořit jejich vlastní virtuální světy.
Systémy které byli vytvořeny za účelem sociální interakce jsou:
- Active Worlds
- Kaneva
- Second Life
- Smallworlds

### Medicína
Virtuální světy také mohou pomáhat psychicky nemocným dětem, tím že jim vytvoří příjemné a bezpečné prostředí, kde mohou rozšiřovat své vědomosti a získávat zkušenosti, které by nemohli zažít ve skutečném světě. Například dětská nadace Starlight pomáhá dětem trpícím autismem. Virtuální světy jim umožňují jednat, tak jak jim to jejich onemocnění nedovoluje, a tím snižovat jejich stres a frustraci. Zdravotně postižení nebo invalidní lidé jakéhokoliv věku mohou prožívat psychickou a emocionální svobodu díky dočasnému opouštění svého postižení z reálného světa. Prostřednictvím svých avatarů jsou jednoduše schopni, tak jako zdraví lidé chůze, běhu, tance, plachtění, rybaření, plavání, surfování, létání, lyžování, zahradnictví a dalších fyzické aktivit, kterých jim v důsledku své nemoci nebo postižení není umožněno v reálném životě. Mají rovněž možnost navazovat vztahy a přátelství mnohem snadněji a vyhnout se stigmatu a jiným překážkám, které jsou za normálních okolností spojeny s jejich zdravotním postižením. To bývá mnohem konstruktivnější, citově a psychicky uspokojivější než pasivní zábava, jakou je sledování televize, hraní počítačových her, čtení a podobně.
Z psychologického hlediska, virtuální světy mohou pomoci hráčům, aby se naučili vyjadřovat emoce způsoby, při kterých by se v reálném životě mohli cítit zahanbeně nebo v rozpacích. Například ve World of Warcraft je tanec vyjádřením radosti, kterou hráči mohou „vyjádřit“ docela jednoduše. Seznámení se s podobnými „emocemi“ nebo sociálními dovednostmi (jako povzbuzení, vděčnost, řešení problémů, a dokonce i líbání), ve virtuálním světě prostřednictvím avatarů může přispívat k podobným projevům socializace a interakce v reálném životě. Interakce s lidmi prostřednictvím avatarů ve virtuálním světě, má potenciál výrazným způsobem rozšířit způsoby něčí interakce v reálném světě.

### Komerční
Stejně jak společnosti soutěží v reálném světě, soutěží ve virtuálních světech. Se zvýšením nákupů a prodejů produktů on-line (e-commerce), vzrostla popularita internetu a obchodníci byli nucení přizpůsobit se novému trhu.
Mnoho společností a organizací vnímá virtuální světy jako novou formu reklamy. Existuje mnoho výhod pro používání těchto komerčních metod. Příkladem je společnost Apple, která vytvořila on-line obchod ve hře Second Life. Umožňuje zájemcům procházet nejnovější a inovativní produkty. Ve skutečnosti nelze v tomto obchodě zboží nakupovat, ale je to způsob přístupu k různým klientům a zákazníkům po celém světě. Používání reklamy ve virtuálních světech je relativně nový nápad. Je to dáno tím, že virtuální světy jsou také relativně nové technologie. Se zavedením vyhlídky na komerční úspěch ve virtuálním světě, mohou společnosti snižovat náklady a časové omezení. Výhodou je zřejmé, že se sníží veškeré náklady a omezení, které by se vyskytli v reálném světě.
Pomocí virtuálních světů získávají společnosti možnost změřit reakce zákazníků a získat zpětnou vazbu. Zpětná vazba může mít zásadní význam pro vývoj projektu, tím že informuje tvůrce přesně o tom, co uživatelé chtějí.
Použití virtuálních světů jako nástroje umožňuje společnostem ověřovat reakce uživatelů a dostávat zpětnou vazbu k produktům. Také to může být rozhodujícím faktorem, který dává společnostem konkurenční výhodu, tím že získávají náhled na to, co zákazníci očekávají od nových produktů. Konkurenceschopnost je klíčová v krutém světě, jakým dnes podnikání je.
Další použití virtuálních světů v podnikání je, že lze vytvořit místo pro setkávání lidí. Mnoho podniků může být zapojeno do B2B obchodních činností a vytvářet tak specifické oblasti v rámci virtuálních světů k vykonávání své činnosti. Uvnitř tohoto prostoru mohou být udržovány veškeré relevantní informace. To může být užitečné z vícero důvodů. Můžete podnikat s firmami na druhé straně světa, takže bez geografického omezení a tím zvyšovat produktivitu společnosti. Vědomí, že existuje prostor, určen pro poradenství může pomoci také zaměstnancům. V Sun Microsystems vytvořili ostrov v prostředí Second Life určený výhradně pro své zaměstnance. Lidé zde mohou hledat pomoc, diskutovat nové nápady, nebo propagovat nový produkt.
Podle obchodní mediální společnosti Virtual Worlds Management, komerční investice do odvětví "virtuálních světů" byly vyšší než 425 milionů dolarů ve 4. čtvrtletí roku 2007 , a činily 184 milionů USD v 1. čtvrtletí 2008. Nicméně způsob stanovení toho, co je a co není "virtuální svět", byl v této souvislosti napaden jedním z firemních blogů.

#### E-commerce (právní)
Právní části virtuálních světů v podnikání se zaměřuje na prodej zboží přes virtuální rozhraní (on-line nakupování na internetu) a práva spotřebitelů. Zboží může být cokoliv kromě peněz.
E-commercí jsou nazývány obchody, do kterých vstupuje zákazník virtuálně (většinou přes internet). Obchod má povinnost zveřejnit svojí právní formu, poštovní adresu (doklad o zeměpisné poloze) a přímý kontakt (telefon nebo e-mailovou adresu). Webové stránky nemusí zobrazovat cenu prodávaného zboží. Pokud ceny uvedeny jsou, pak musí být zobrazeny jasně. Stejně jasné musí být zobrazeny daňové a jiné poplatky.
Zboží je obvykle zobrazeno na jednom nebo více obrázcích, které by měl prodávající označit „Caveat Emptor“, což znamená v latině „bez záruky“. To znamená, že kupující nemusí dostat přesně ten výrobek, který je zobrazen na obrázku. Prodávané zboží musí být prezentováno s dalšími informacemi jako jsou výrobce (pokud se liší od prodávajícího) a technické informace. Kupující by měl být informován o možnostech platby před samotnou koupí nebo registrací.
Pokud jde o dodávky, nemohou být informace zaslané jiným způsobem, než ze stránky samotné. Po dokončení transakce, je prodávající odpovědný za správné doručení zboží. Kupující musí být podrobně informován o všem důležitém, včetně dodatečných poplatků. Dodávka zboží musí být včas anebo by měl být kupující informován o prodlení.
Existují právní předpisy upravující nákup a prodej výrobků v rámci e-commerce prostředí. Když se jedná o virtuální světy, jakým je například Second Life pak tu nejsou žádné zákony, které by se museli dodržovat. V některých ohledech to může být vnímáno jako pozitivní věc, že poskytuje uživatelům naprostou svobodu vykonávat své obchodní aktivity, s vědomím, že neexistují žádné následky. Na druhé straně lidé mají morální, sociální a etické povinnosti k ostatním uživatelům. Znamená to také udržování aktuálních informací a vyhýbání se podvodům. I přes tyto základní povinnosti k ostatním se najdou lidé, kteří využijí situace jako je tato.
Laxní pravidla kolem zdanění a e-commerce předpisů u populární hry Second Life může být jak požehnáním, tak prokletím. Jak je vidět na příkladu Ginko Financial, bankovního systému, který existoval v Second Life. Uživatelé si zde mohli uložit své reálné peníze převedené na Linden dolary za účelem zisku. V červenci 2007 se však obyvatelé Second Life seskupili kolem bankomatů s neúspěchem vybrat své peníze. Po několika dnech bankomaty spolu s bankami zmizely úplně. Obyvatelé Second Life hlásili ztrátu kolem 700 000 amerických dolarů. Vyšetřování bylo zahájeno, ale nikdy se nic podstatného nezjistilo. Avatar známý jako Nicholas Portacarrero, který byl v čele finančního Ginko, trestu unikl.

#### Single-player hry
Některé single-player hry obsahují virtuální světy obydlené non-charakter hráči (NPC). Mnoho z nich umožňuje uložit aktuální stav, zastavení a restartování virtuálního světa. (To lze také provést v některý multiplayer prostředích.)
Virtuální světy z videoher jsou často rozděleny do jednotlivých úrovní - levelů.

## Vzdělání
Virtuální světy představují mocné nové médium pro výuku a vzdělávání, které skýtá mnoho příležitostí, ale i nějaké výzvy. Persistence umožňuje pokračující a rostoucí sociální interakce, které samy o sobě mohou sloužit jako základ pro vzájemné vzdělávání. Použití virtuálních světů může dát učitelům příležitost získat větší míru zapojení studentů. Umožňuje to uživatelům, aby mohli plnit úkoly, které by mohlo být v reálném světě obtížně proveditelné z důvodu omezení nákladů, času a polohy. Virtuální světy mají schopnost růst a přizpůsobit se různým potřebám uživatelů, například třídní učitelé mohou používat virtuální světy přímo v třídě (open source projekt interaktivní tabule Edusim). Mohou být dobrým zdrojem zpětné vazby od uživatelů. Typické pomůcky mají omezení, které virtuální světy pomáhají překonávat.
Virtuální svět je možné použít také s virtuálním výukovým prostředí, tak jak v případě projektu Sloodle, jehož cílem je spojit Second Life s Moodle.
Virtuální světy umožňují uživatelům se specifickými potřebami a požadavky mít přístup ke stejným výukovým materiálům přímo z domova. To může pomoct uživatelům udržet krok s relevantními informacemi a zároveň pocit příslušnosti. Možnost účastnit se prezentace prostřednictvím virtuálního světa z domova nebo z pracoviště, nabízí uživateli pohodlné prostředí. Flexibilita virtuálních světů výrazně zlepšuje možnosti pro studium a obchodní spolupráci. I když virtuální světy jsou dobrým prostředkem komunikace a interakce mezi studenty a učiteli, není to náhrada za plnohodnotné osobní setkání. Ve virtuálním světě je nevýhodou v tom, že se ztrácí řeč těla a další osobní aspekty.

### Využívání virtuálních světů ve vzdělávání
Jak poukazuje na studie (Chris Evans, Jing Ping Fan, celoživotního učení prostřednictvím virtuální univerzity), tak většina studentů odmítá myšlenku zcela virtuální formu studia.
V dubnu 1999 spustila firma Numedeon Inc. jako první virtuální svět Whyville, výslovně určen k zapojení mladých studentů k celé řadě vzdělávacích aktivit. Whyville byl zvlášť úspěšný projekt v získávání mladých studentů – hráčská základna měla 3 miliony členů Whyville přitahoval zejména náctileté uživatele..
Rostoucí počet vysokých škol a dalších vzdělávacích institucí zkoumají stávající všeobecné použití virtuální svět platforem jako prostředek k rozšíření a zvýšení jejich nabídky pro studenty. Typicky, vychovatelé vytvořit on-line přítomnosti, kde se studenti mohou komunikovat pomocí svých avatarů, aby se dozvěděli o nové úkoly, nebo vytvářet projekty, které jsou viditelné ve virtuálním světě. Například studenti s počítačem výrobní třídy se mohou přihlásit do virtuálního světa, ve kterém jsou obyvatelé vesnice, že rostoucí potřeby svých odborných znalostí pro výstavbu rodinných domů, nábytek, stroje a další zboží. Příkladem takového programu je AWEDU, projekt začal Active Worlds, Inc počet vzdělávacích institucí, nyní běží virtuální třídy a diskuse v sekcích světech jako Second Life . Britská Open University má silné zastoupení v Second Life, kde je rozvíjet sociální a komunitní odkazy pro studenty i praktikující vyučování a učení.
Vývoj technologie může někdy trvat až 10 let než se stane plně použitelná v každodenním životě. Pro virtuální světy, které mají být přijaty, je pak důležité, aby učitelé a studenti přijali nové nápady a technologie a využívali je v oblasti vzdělávání (Jukiko Inoue, Vliv podpory virtuální reality ve srovnání s podporou videa k výuce geografie na střední škole). Nejlepším řešením pro úplnější a širší škálu technik ve vzdělávání je integrovat klasická a technologické metody.

### Výuka jazyků
Výuka jazyků je nejrozšířenějším typem vzdělávání ve virtuálním světě. Mnoho univerzit, jazykových institutů a soukromých jazykových škol používá 3D virtuální prostředí na podporu výuky jazyků.

### Podnikové vzdělání
Virtuální světy jsou dnes používány i v podnikatelském prostředí pro trénink zaměstnanců a mají pro ně znamenité postavení. Zvláště, prostředí virtuálních světu (také jako Second Life) bylo použito v obchodních školách pro rozšíření učebny. V jiných případech byly použity virtuální světy pro vytvoření obchodních her. Od té doby jak vznikl internet se zaměstnanci byly schopni učit a trénovat online. Toto byl určitě zásadní objev, který pomohl překonat takové problémy jako vzdálenost, infrastruktura, působiště. Existují různé možnosti kde to můžeme zpozorovat: Video konference je pravděpodobně nejběžnější varianta. Lidi mohou zůstat ve své kanceláři pokud chtějí využit živou konferenci nebo nahranou schůzku. Tento nový způsob tréninku přináší pár otázek: Je virtuální trénink tak efektivní jak skutečný? Jsou lidi spokojeni s virtuálním tréninkem a podněcuje tato varianta lidi ke vzdělávání?
Použité technologie mohou ovlivnit lidi mnoha způsoby. Především se mohou zdát, že se víc zajímají o využití virtuální metody jako prostředku pro výuku a proto může být jejich satisfakce větší ve srovnání s tradičními technikami v učebně. Přesto že lidi nenavštěvují skutečné schůzky tváří v tvář a tedy nenavazují sociální vazby, efektivita není moc ovlivněna. Ve skutečnosti, dospělí potřebují tuto samostatnost a potřebují se vzdělávat tímto samořízením o mnoho více než mladší studenti.
Virtuální tréninky mají vícero výhod ve srovnání s tradičními způsoby výuky v učebnách a schůzky. Díky růstu internetu mohou lidi nyní získávat informace prostřednictvím přátelského prostředí, které jim umožňuje lepší úroveň angažovanosti a kreativity. Velký počet webových stránek nabízí návody a možnosti pro odzkoušení vědomostí uživatele přes interaktivní testy (otázky s vícero možnostmi pro odpověď). Virtuální trénink není až tak odlišný od běžného ve smyslu obsahu. A proto není těžké přizpůsobit jestvující kurz pro virtuální nástroje. Toto samozřejmě nešetří jen čas společnosti, ale také peníze. (žádné náklady pro létání, ubytování, atd.).
Virtuální trénink se stává víc rozšířenou formou tréninku a začíná se využívat častěji. Jeden příklad nám ukazuje INSR institut v oblasti rizika pro pracovníky a prevence: chránění zdraví pracovníka a jeho bezpečí, předcházení nemocím a nehodám na pracovišti. Vytvořili program, který varuje lidi před chemickým nebezpečím produktů využitím interaktivní podpory. INSR použilo 3D prostředí pro ukázku jasně profesionální situace a zaangažovala lidi prostřednictvím této interaktivní podpory.
Kromě využití virtuálního tréninku může virtuální realita poskytnout užitečné nástroje. Jeden z nejrozšířenějších použití této technologie je asi využití 3D prostředí, které umožňuje virtuální návštěvy. Tuto představu používá mnoho společností a je obyčejně rozdělena do dvou cílů. Hlavním cílem je poskytnout virtuální náhled jejich cesty. Mimoto některé veřejné místa umožňují volný přístup k jejich zařízením, a teda umožňují prostřednictvím teto virtuality přístup pro lidi, kteří mají osobní omezení. Toto umožňuje jednoduchý přístup k vědomostem a stává se tedy skutečnou alternativou k videu nebo obrazu.
V důsledku tohoto snadného přínosu vědomostí skrz virtuální světy, se vzdělávání může stát doživotním a studium je v neustálém rozvoji (David Davies, The virtual university: a learning university), každý zaměstnanec je schopen učit se skrze virtuální svět, nehledě na jeho věk nebo místo kde žije.

## Sci-Fi
Koncept virtuálního světa se stal v posledních letech populárním motivem pro sci-fi, ačkoli autoři zobrazovali podobné idey po desetiletí. Mezi nejnápadnější virtuální světy v literatuře patří ty od Wiliama Gibsona. Virtuální světy vyzněli skvěle v takových filmech a knihách jako TRON, Neuromancer, The Lawnmower Man, The Lawnmower Man 2, Epic, Snow Crash, .Hack//Sign and Ghost in the Shell. Existuje také spousta příkladů jiných virtuálních světů, například Lyoko ve francouzském animovaném seriálu Code Lyoko.
Vynikajícím příkladem virtuálního světa ve sci-fi jsou filmy se série The Matrix, kde je naprostá většina lidí věří, že žijí ve skutečném světě zatímco, žijí ve světě virtuálním.
Čtvrtá série proslulého hitu novozélandské televize, The Tribe zobrazuje zrození Prostoru Reality a Virtuálního Světa, který vytvořil Ram, počítačový génius a vůdce Techna.
V roce 2009,BBC Radio 7 uvedlo Planetu B, postavenou ve virtuálním světě, kde si muž hledá svou mrtvou přítelkyni, o které věří, že je živá v daném světě zvaném Planeta B. Tato série je momentálně nejlepším přínosem pro originální tvorbu drámy.

## Budoucnost
Podle K Zero je do poradenské služby virtuálního světa celosvětově registrováno téměř 580 milionů lidí a do konce roku 2009 se očekává nárůst na 600 milionů.
Rita J. King, výkonná ředitelka Dancing Ink Productions – strategické, kreativní, výzkumné společnosti zabývající se vývojem, věří, že počet virtuálních světu se znásobí, sama tomu říká the Digital Culture – digitální kultura.
"Já si virtuální světy, vyvíjející se pro byznys a kulturní vývoj, představuji jako medium, které se stává všudypřítomné čím dál víc."
"Povídaní si na dvojrozměrné platformě může být zábavné, poučné a opravdu hodnotné, tvrdí Rita J. King. Nicméně kvality a využívání trojrozměrného prostoru, který může s tímto fungovat společně, se srovnávat nedá, protože tento umožňuje lidem být spolu přesto, že mají rozdílnou zeměpisnou polohu, věk, pohlaví nebo etnickou a sociopolitickou příslušnost."
"Samozřejmě že interakce budou na takové úrovni, na jaké budou představy a motivace lidí."
V zásadě Rita J. King věří, že lidstvo se posune do pozice, kde bude moci znásobit jejich fyzické životy ve světě virtuální reality. Toto může skutečně ovlivnit naše vnímání fyzických potřeb.
"Věci se mění a vyvíjí opravdu rychle", říká profesor anglického jazyka ze Second Life pro IOL. "Každopádně si myslím, že virtuální světy se stanou tak běžnými, jak je nyní internet. Většina online lidí využívá přezdívku a užívá virtuální světy pro všechny druhy aktivit, od schůzek přes povídaní si s přáteli po učení se nebo podnikání."